# Islande au Concours Eurovision de la chanson 2023
L'Islande est l'un des trente-sept pays participant au Concours Eurovision de la chanson 2023, qui se tient du 9 au 13 mai 2023 à Liverpool au Royaume-Uni. Le pays se classe 11e avec 44 points en demi-finale, ne parvenant pas à se qualifier pour la finale.

## Sélection
L'Islande confirme sa participation à l'Eurovision 2023 le 29 août 2022, et annonce par la même occasion que le Söngvakeppnin sera la méthode de sélection de son représentant, comme c'est le cas depuis 1986. 

### Format
10 chansons participent à l'édition 2023 du Söngvakeppnin, réparties dans deux demi-finales, respectivement diffusées les 18 février et 25 février 2023, à raison de cinq chansons par demi-finales.

Lors des demi-finales, les deux chansons recevant le plus de votes du public se qualifient pour la finale du 4 mars 2023. En plus de ces quatre finalistes, une cinquième chanson peut également être repêchée par les organisateurs du concours parmi les chansons éliminées et intégrer la finale.

La finale se compose de deux tours: les résultats du premier tour sont déterminés à 50% par les votes d'un jury de professionnels et à 50% par les votes du public islandais, par téléphone et, pour la première fois, également via l'application mobile RÚV Stjörnur.

### Participants
La fenêtre de candidatures dure du 29 août au 4 octobre 2022. La liste des participants est révélée par RÚV le 28 janvier 2023.

Comme chaque année, les chansons doivent être interprétées en islandais lors des demi-finales, avant d'éventuellement être interprétées dans la langue du choix de l'artiste lors de la finale.
| Artiste                  | Chanson                          | Chanson                          | Auteurs |
| Artiste                  | Titre en islandais               | Titre en anglais                 | Auteurs |
| ------------------------ | -------------------------------- | -------------------------------- | --- |
| Benedikt                 | Þora                             | Brave Face                       | Benedikt Gylfason, Hildur Kristín Stefánsdóttir, Una Torfadóttir                                             |
| Bragi                    | Stundum snýst heimurinn gegn þér | Sometimes the World's Against Us | Bragi Bergsson, Joy Deb, Rasmus Palmgren, Aniela Eklund                                                      |
| Celebs                   | Dómsdags dans                    | Doomsday Dancing                 | Hrafnkell Hugi Vernharðsson, Katla Vigdís Vernharðsdóttir, Valgeir Skorri Vernharðsson, Árni Hjörvar Árnason |
| Diljá                    | Lifandi inni í mér               | Power                            | Pálmi Ragnar Ásgeirsson, Diljá Pétursdóttir                                                                  |
| Kristín Sesselja         | Óbyggðir                         | Terrified                        | Kristín Sesselja Einarsdóttir, Tiril Beisland, Vetle Sigmundstad, Guðrún Helga Jónasdóttir                   |
| Langi Seli og Skuggarnir | OK                               | Pas de version en anglais        | Axel Hallkell Jóhannesson, Erik Robert Qvick, Jón Þorleifur Steinþórsson                                     |
| Móa                      | Glötuð ást                       | Lose This Dream                  | Móeiður Júníusdóttir, Guðrún Sigríður Guðlaugsdóttir                                                         |
| Sigga Ózk                | Gleyma þér og dansa              | Dancing Lonely                   | Klara Elias, Alma Goodman, David Mørup, James Gladius Wong                                                   |
| Silja Rós & Kjalar       | Ég styð þína braut               | Together We Grow                 | Silja Rós Ragnarsdóttir, Rasmus Olsen                                                                        |
| Úlfar                    | Betri maður                      | Impossible                       | Rob Price, Úlfar Viktor Björnsson, Elín Sif Halldórsdóttir                                                   |

### Shows

#### Demi-finales
- Finaliste
- Repêché

#### Demi-finale 1
La première demi-finale a eu lieu le 18 février 2023.
| Ordre | Artiste  | Chanson                          | Votes | Place | Résultat  |
| ----- | -------- | -------------------------------- | ----- | ----- | --------- |
| 1     | Benedikt | Þora                             | 2 262 | 5     | Éliminé   |
| 2     | Diljá    | Lifandi inni í mér               | 9 605 | 1     | Finaliste |
| 3     | Celebs   | Dómsdags dans                    | 7 133 | 3     | Repêchés  |
| 4     | Bragi    | Stundum snýst heimurinn gegn þér | 7 135 | 2     | Finaliste |
| 5     | Móa      | Glötuð ást                       | 3 308 | 4     | Éliminée  |

#### Demi-finale 2
La seconde demi-finale a lieu le 25 février 2023.
| Ordre | Artiste                  | Chanson             | Votes  | Place | Résultat  |
| ----- | ------------------------ | ------------------- | ------ | ----- | --------- |
| 1     | Úlfar                    | Betri maður         | 6 862  | 3     | Éliminé   |
| 2     | Kristín Sesselja         | Óbyggðir            | 2 638  | 5     | Éliminée  |
| 3     | Langi Seli og Skuggarnir | OK                  | 12 714 | 1     | Qualifiés |
| 4     | Silja Rós & Kjalar       | Ég styð þína braut  | 5 178  | 4     | Éliminés  |
| 5     | Sigga Ózk                | Gleyma þér og dansa | 10 024 | 2     | Qualifiée |

#### Finale
La finale est diffusée le samedi 4 mars 2023. Lors de cette émission, les cinq finalistes en compétition étaient libres de présenter leur chanson dans la langue de leur choix. Ainsi, tous les finalistes, à l'exception de Langi Seli og Skuggarnir qui ont gardé leur chanson en islandais, ont choisi de chanter en anglais.
À l'issue du premier tout de vote, dont les résultats étaient déterminés à 50/50 par un jury de dix professionnels et par le public islandais, les deux chansons ayant reçu le plus de votes se sont qualifiées pour le second tour, où elles ont été départagées par les votes du seul public islandais pour déterminer la chanson gagnante.
- Qualifié pour le second tour

| Ordre | Artiste                  | Titre                             | Jury (50%) | Télévote (50%) | Total  | Place | Résultat  |
| ----- | ------------------------ | --------------------------------- | ---------- | -------------- | ------ | ----- | --------- |
| 1     | Sigga Ózk                | Dancing Lonely                    | 24 350     | 12 179         | 36 529 | 5     | Éliminée  |
| 2     | Bragi                    | Sometimes the World's Against You | 22 345     | 14 463         | 36 808 | 4     | Éliminé   |
| 3     | Celebs                   | Doomsday Dancing                  | 23 491     | 17 436         | 40 927 | 3     | Éliminés  |
| 4     | Diljá                    | Power                             | 30 939     | 47 549         | 78 488 | 1     | Qualifiée |
| 5     | Langi Seli og Skuggarnir | OK                                | 22,059     | 31,557         | 53,616 | 2     | Qualifiés |

| Ordre | Chanson                           | Juge 1 | Juge 2 | Juge 3 | Juge 4 | Juge 5 | Juge 6 | Juge 7 | Juge 8 | Juge 9 | Juge 10 | Total  |
| ----- | --------------------------------- | ------ | ------ | ------ | ------ | ------ | ------ | ------ | ------ | ------ | ------- | ------ |
| 1     | Dancing Lonely                    | 2 292  | 2 292  | 2 005  | 2 292  | 1 719  | 3 438  | 3 438  | 2 005  | 2 864  | 2 005   | 24 350 |
| 2     | Sometimes the World's Against You | 2 864  | 2 005  | 2 864  | 2 864  | 2 005  | 2 292  | 1 719  | 1 719  | 2 292  | 1 719   | 22 345 |
| 3     | Doomsday Dancing                  | 2,005  | 3 438  | 2 292  | 1 719  | 2 292  | 1 719  | 2 005  | 2 864  | 1 719  | 3 438   | 23 491 |
| 4     | Power                             | 3 438  | 2 864  | 3 438  | 3 438  | 2 864  | 2 864  | 2 292  | 3 438  | 3 438  | 2 864   | 30 939 |
| 5     | OK                                | 1 719  | 1 719  | 1 719  | 2 005  | 3 438  | 2 005  | 2 864  | 2 292  | 2 005  | 2 292   | 22 059 |

| - Australie: Emely Griggs - Danemark: Ihan Haydar - Islande: Guðlaug Sóley Höskuldsdóttir - Islande: Joey Christ - Islande: Jón Ólafsson - Islande: Lay Low - Lituanie: Ramūnas Zilnys - Norvège: Gaute Ormåsen - Suède: Helena Nilsson - Turquie: Ersin Parlak |

| Ordre | Artiste                  | Titre | Votes        | Votes       | Votes   | Place |
| Ordre | Artiste                  | Titre | Premier tour | Second tour | Total   | Place |
| ----- | ------------------------ | ----- | ------------ | ----------- | ------- | ----- |
| 1     | Diljá                    | Power | 78 488       | 85 515      | 164 003 | 1     |
| 2     | Langi Seli og Skuggarnir | OK    | 53 616       | 42 235      | 95 851  | 2     |

C'est donc Diljá qui représentera l'Islande lors du Concours Eurovision de la chanson 2023, avec sa chanson Power.

## À l'Eurovision
L'Islande participe à la seconde demi-finale du jeudi 11 mai. Y recevant 44 points, le pays se classe 11e et ne parvient pas à se qualifier en finale